# Pilea cuprea
Pilea cuprea är en nässelväxtart som beskrevs av Johann Wilhelm Krause. Pilea cuprea ingår i släktet pileor, och familjen nässelväxter. Inga underarter finns listade i Catalogue of Life.